# Bankovní úřad při ministerstvu financí
Bankovní úřad při Ministerstvu financí byl za první československé republiky orgán ministra financí, jehož úkolem byla správa peněžního oběhu včetně emise peněz a státního dluhu. Vedl dále pokladní službu a spravoval státní účty. U emisních úvěrů pro peněžní ústavy stanovoval výši úrokové míry a clearingové služby. Od 24. dubna 1920 měl navíc za úkol spravovat zlaté a devizové rezervy a řídit devizové hospodářství včetně stanovování měnového kurzu.
Úřad vznikl 11. března 1919, a to podle vládního nařízení číslo 119/1919 Sb. ze dne 6. března 1919 o úpravě poměrů k Rakousko-Uherské bance, a fungoval až do 31. března 1926. Nahrazen byl nově zřízenou československou centrální bankou, Národní bankou Československou.

## Organizační struktura
Úřad měl své ústředí v Praze, ale ve třiceti větších městech celého Československa měl své filiálky. Roku 1920 měl navíc zřízenu ještě filiálku i na Podkarpatské Rusi. V menších československých městech měl zřízeny pobočky.
Řídícím orgánem celého úřadu byl tzv. „Bankovní výbor“. Ten se skládal z deseti členů, kteří byli jmenováni ministrem financí, a z jeho předsedy, jímž byl buď přímo ministr financí nebo alespoň jeho náměstek. Členové výboru byli odborníci působící v průmyslu, zemědělství, obchodu nebo v peněžnictví, čímž bylo zajištěno tzv. odvětvové složení tohoto výboru. Členství bylo čestné a bez nároku na jakýkoliv honorář. Na schůzích Bankovního výboru byl přítomen zástupce parlamentní Kontrolní komise a tím byla zajištěna kontrola tohoto úřadu.
Operativní vedení úřadu (mezi poradami Bankovní rady) mělo na starosti úřednické vedení, tzv. „Obchodní správa“. Jeho vrchní ředitel (nebo jeho zástupce) byli zváni na jednotlivá zasedání Bankovního výboru, ovšem měli tam pouze hlas poradní.

## Seznam předsedů bankovního výboru
- Alois Rašín (6. března 1919 – 8. července 1919)
- Cyril Horáček (10. července 1919 – 9. října 1919)
- Kuneš Sonntag (9. října 1919 – 25. května 1920)
- Karel Engliš (25. května 1920 – 19. března 1921)
- Vladimír Hanačík (22. března 1921 – 26. září 1921)
- Augustin Novák (3. října 1921 – 7. října 1922)
- Alois Rašín (9. října 1922 – 5. ledna 1923)
- Bohdan Bečka (25. února 1923 – 15. listopadu 1925)
- Karel Engliš (9. prosince 1925 – 24. ledna 1926)